# Poggi (Imperia)
Poggi è una frazione del comune italiano di Imperia, in Liguria.

## Geografia fisica
Il borgo, immerso negli ulivi, è arroccato in cima ad un promontorio situato nella parte bassa della Val Prino. È diviso in due nuclei abitativi, Poggi Superiore e Poggi Inferiore, separati dalla chiesa e dall'oratorio parrocchiale.

## Storia
È stato un comune autonomo fino al 1923, anno in cui ha preso parte alla creazione del comune di Imperia.

## Monumenti e luoghi d'interesse

### Architetture religiose
- Chiesa di Nostra Signora della Neve, in stile tardo barocco.
- Oratorio di Sant'Antonio.

## Infrastrutture e trasporti

### Strade
La frazione di Poggi è collegata ad Imperia per mezzo di una strada comunale.

### Ferrovie
La stazione ferroviaria più vicina è quella di Imperia sulla linea ferroviaria Ventimiglia – Genova nel tratto locale compreso tra Ventimiglia e Savona.